# ウジェーヌ・ポティエ
ウジェーヌ・ポティエ（フランス語: Eugène Pottier,1816年10月4日 - 1887年11月6日）は、フランス・パリ出身の詩人、革命家。革命歌『インターナショナル』の作詞で知られる。

## 概要
布地の図案デザインを生業にしながら、1830年、はじめての大衆歌謡『自由万歳』Vive la Libertéを作曲。1840年、『いまこそ一人ひとりが立ち上がろう』il est bien temps que chacun ait sa partを発表した。1848年、2月革命に関与。その後第二帝政下ではプリント布地の会社を経営。1864年、布地デザイン業者組合の発起人となった。この組合は当時結成された第一インターナショナルにも加盟することになった。
1870年にプロイセン軍によりパリが包囲されると、国民軍（当時の民兵組織）の一員として戦闘に参加。1871年のパリ・コミューンにも積極的に関与し、パリ2区代議員に選出され、公役務委員会の議長を務めた。血の1週間の戦闘にも参加した。1871年6月、パリで逃避行を重ねながら詩『インターナショナル』を完成させた。イングランドに亡命。1873年5月17日、欠席裁判で死刑判決を受けた。その後亡命先をアメリカ合衆国に移し、国外追放になったパリ・コミューン参加者たちの連帯運動を組織した。同地でフリーメイソンに加入。また社会主義労働党にも参加した。1880年、特赦を受けて再びフランスに戻ったが、破産状態にあり、半身不随であった。作詞活動は続けたが、貧困のまま死んだ。

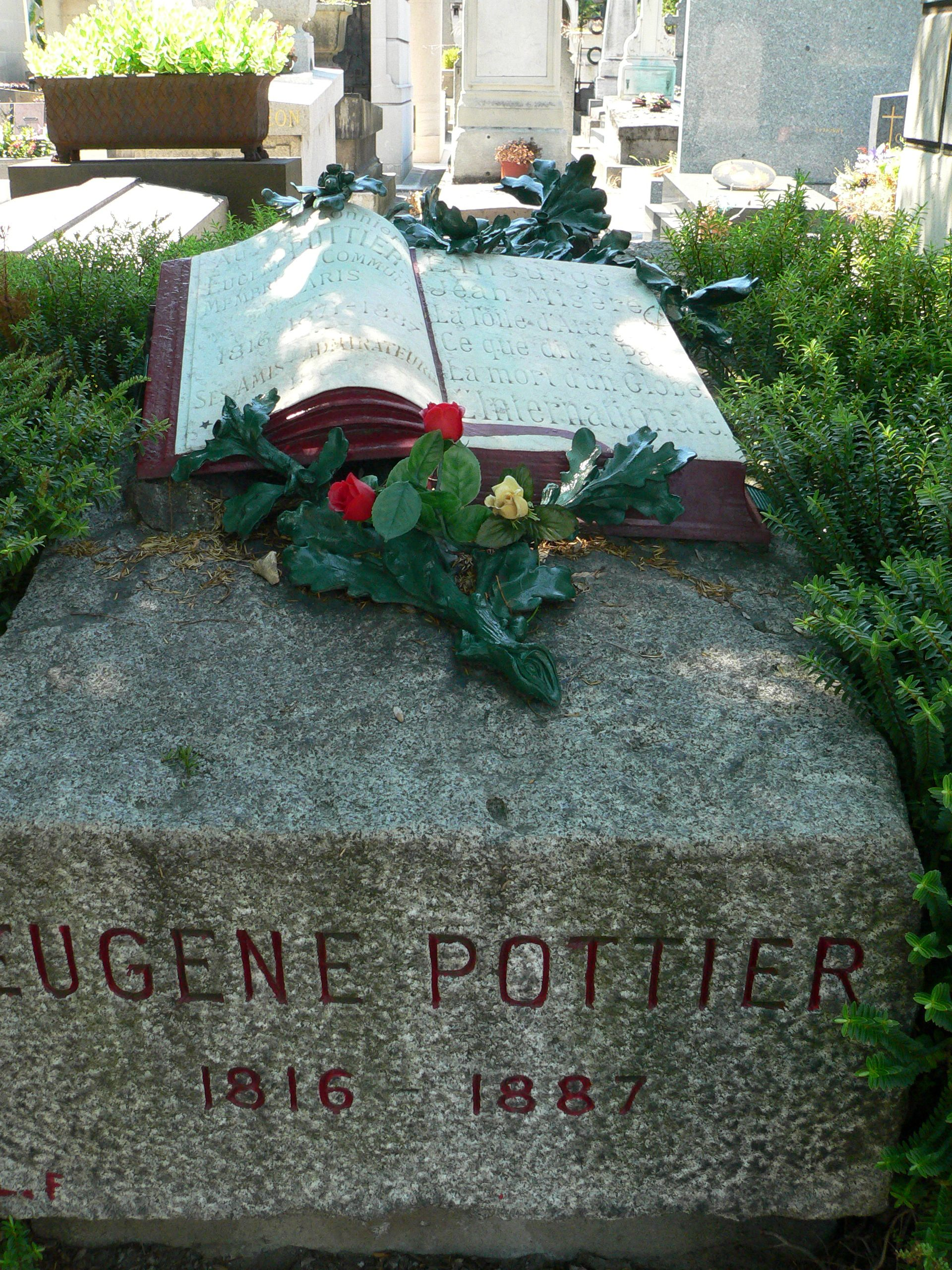
ペール・ラシェーズ墓地のウジェーヌ・ポティエの墓

死後1年を過ぎた1888年、リール出身の労働者・音楽家ピエール・ドジェーテルがポティエの詩『インターナショナル』に曲をつけたことによって、ポティエは脚光を浴びることとなった。この詩が書かれたのは1871年6月、パリ・コミューン鎮圧の只中であったのだから、すでに17年の歳月が過ぎていたことになる。
ポティエの死後も彼の歌は、社会主義と共産主義を問わず、あるいはまた無政府主義や絶対自由主義であれ、さまざまな立場にたつ芸術家たちによって繰り返し話題にされている。現代フランスの音楽家ジャン・フェラの歌『ラ・コミューン』La communeもまた、ポティエを取り上げている。
ウジェーヌ・ポティエの墓はパリのペール・ラシェーズ墓地にある。